# La Fille aux yeux de chat
Pour plus de détails, voir Fiche technique et Distribution.
La Fille aux yeux de chat (titre original : Das Mädchen mit den Katzenaugen) est un film allemand réalisé par Eugen York, sorti en 1958.

## Synopsis
Un groupe de voleurs de voitures, dirigé par Carlo Gormann, vole des voitures à grande échelle à Hambourg. Ils utilisent un atelier pour repeindre les voitures volées puis les exporter. La discothèque Rio Rita Bar sur la Reeperbahn sert de siège.
Lorsque la jeune Katja revient chez son père alcoolique à Hambourg, il n'est pas très content. Lorsqu'elle obtient un emploi de danseuse au Rio Rita Bar, elle va vite soupçonner pourquoi son père était si négatif. Il est le propriétaire de l'atelier et est soumis au chantage du gang.
Dans le bar, elle rencontre l'inspecteur Norbert Wilms, déjà sur la piste des voleurs de voitures, et Katja se confie à lui. Lorsque l'étau se resserre autour de Gormann, il s'enfuit.La police arrête Gormann sur un bateau dans le port de Hambourg.

## Fiche technique
- Titre : La Fille aux yeux de chat
- Titre original : Das Mädchen mit den Katzenaugen
- Réalisation : Eugen York assisté de Hansi Köck et d'Edith Zeyn
- Scénario : Werner P. Zibaso
- Musique : Willy Mattes
- Direction artistique : Ernst Schomer, Wilhelm Vorwerg
- Costumes : Ilse Dubois
- Photographie : Heinz Hölscher
- Son : Jan van der Eerden
- Montage : Alexandra Anatra (de)
- Production : Willy Zeyn
- Société de production : Willy Zeyn-Film
- Société de distribution : Union-Film
- Pays d'origine :  Allemagne de l'Ouest
- Langue : allemand
- Format : Noir et blanc - 1,66:1 - mono - 35 mm
- Genre : Policier
- Durée : 89 minutes
- Dates de sortie :
  -  Allemagne de l'Ouest : 28 novembre 1958.

## Distribution
- Vera Tschechowa : Katja
- Joachim Fuchsberger : Norbert Wilms
- Wolfgang Preiss : Carlo Gormann
- Mady Rahl : Juliette
- Hans Clarin : Stückchen
- Nina Hauser : Marietta
- Bum Krüger (de) : Commissaire Krause
- Willy Krüger (de) : Steppuhn
- Stanislav Ledinek : Papendiek
- Emmerich Schrenk : Wühles
- Gert Fröbe : Tessmann, le père de Katja
- Erwin Lehn (de) : Le chef d'orchestre
- Gerda-Maria Jürgens (de) : Une serveuse
- Heidi Kabel : Paula
- Kurt Klopsch (de) : Le portier
- Karl-Heinz Kreienbaum (de) : Un policier

## Source de traduction
- (de) Cet article est partiellement ou en totalité issu de l’article de Wikipédia en allemand intitulé « Das Mädchen mit den Katzenaugen » (voir la liste des auteurs).